# Заговор в Равалпинди
Заговор в Равалпинди — попытка государственного переворота в 1951 году против правительства Лиакат Али Хана, первого премьер-министра Пакистана. Это была первая из многочисленных попыток переворотов в Пакистане. Во главе заговора стоял генерал-майор Акбар-хан, принадлежащий к высшему командованию Армии Пакистана, который привлёк ряд офицеров и политиков левой ориентации.

## Причины
Основной причиной заговора послужило разочарование военных после неудачной попытки занять территорию королевства Джамму и Кашмир. Первая индо-пакистанская война 1947 года закончилась установлением линии прекращения огня (1948), при этом северо-западный Кашмир был занят Пакистаном, а оставшаяся территория оставалась индийской. Прекращение огня глубоко переживалось высшими офицерами Пакистана. Выдвигались обвинения в предательстве, которое позволило Индии укрепиться в Кашмире, отчего Пакистан потеряет возможность занять всю территорию Кашмира. Правительство Лиакат Али Хана не давало возможности пакистанским командирам пойти в атаку и придерживалось умеренной политики.

## Участники
В заговор включилось 11 человек — семь высших офицеров и четыре гражданских политических лидера. За планирование заговора отвечал лично генерал-майор Акбар-хан, начальник генерального штаба пакистанской армии. Во время войны 1947 года он возглавлял пакистанские войска под именем «генерал Тарик». Он базировался на Равалпинди, в то время как штаб-квартиры армии располагались в Карачи. Во главе гражданской группы заговорщиков стоял поэт Фаиз Ахмад Фаиз, который придерживался левых взглядов и был сторонником Коммунистической Партии Пакистана, и Саджад Захир. Заговор поддерживала также жена Акбар-хана, Насим Шахнаваз.

## Раскрытие заговора и суд над заговорщиками
Заговор был раскрыт по причине информации, просочившейся от одного из доверенных лиц Акбар-хана. Правительственные силы немедленно арестовали Акбар-хана и других конспираторов. Арестован был также Фаиз Ахмад Фаиз. Верность правительству сохраняли главнокомандующий Мухаммед Айюб Хан и министр обороны генерал Искандер Мирза. По приказу Мухаммеда Айюб Хана, квартиры, где располагались войска Акбар-хана, были незамедлительно окружены. 9 марта 1951 года премьер-министр Лиакат Али Хан объявил о раскрытии заговора, и для суда над заговорщиками был созван специальный трибунал. По поводу 15 заговорщиков был вынесен приговор.
После 18-месячного следствия и вынесения приговора Акбар-хан и Фаиз Ахмад Фаиз получили длительные сроки тюремного заключения. Защитником на процессе выступал известный бенгальский политик Хусейн Шахид Сухраварди. Когда в 1957 году Сухраварди стал премьер-министром Пакистана, он смог добиться освобождения большинства заговорщиков.

## После заговора
Позднее генерал-майор Акбар-хан вернулся в политику, став советником Зульфикара Али Бхутто. Фаиз продолжал публиковать стихи, и правительство Бхутто дало ему должность Национального Советника по искусствам. В 1958 году генерал Аюб-хан смог осуществить первый успешный переворот против президента Искандера Мирзы и правил страной как президент до 1968 года.
Премьер-министр Лиакат Али Хан был убит в 1951 году в октябре, уже после путча, будучи атакован афганцем в Равалпинди.